# ماتیاس رن
ماتیاس رن (انگلیسی: Matthias Rahn؛ زادهٔ ۱۷ مهٔ ۱۹۹۰) بازیکن فوتبال اهل آلمان است.
از باشگاه‌هایی که در آن بازی کرده‌است می‌توان به باشگاه فوتبال قوت-وایس ارفورت اشاره کرد.